# ニュースアワー (カナダのテレビ番組)
『グローバルニュースアワー・アット・6（Global News Hour at 6）』（『グローバルニュース・アット・6（Global News at 6）』及び『グローバルニュース・アット・5:30（Global News at 5:30）』とも呼ばれる）は、カナダ・グローバルで放映されるローカルニュース番組名で、各都市で異なるバージョンの番組がある。この番組は1968年に、バンクーバーのCHAN-TV（当時はCTV系列局）で放送された。『グローバルニュースアワー・アット・6』は、バンクーバーのCHAN-DT、カルガリーのCICT-DT、エドモントンのCITV-DTで放映される。ケロウナのCHBC-DTの主力ニュース番組は、1時間の『グローバルニュース・アット・5（Global News at 5）』である。トロントのCIII-DTとモントリオールのCKMI-DTはどちらも、『グローバルニュース・アット・5:30（Global News at 5:30）』として知られるニュース番組を放送している（トロントで1時間、モントリオールで30分間、その後18:30に別の30分間のニュース番組が続く）。レジーナのCFRE-DT、サスカトゥーンのCFSK-DT、ウィニペグのCKND-DT、レスブリッジのCISA-DT、セントジョンのCHNB-DT、ハリファックスのCIHF-DTは全て、『グローバルニュース・アット・6（Global News at 6）』として知られる30分間のニュース番組を放送している。CHAN、CITV、CICT、CFRE、CFSKは、『グローバルニュース・アット・5』（以前の『アーリーニュース（Early News）』）として知られる午後 5 時のニュース番組も放送し、『グローバル・ナショナル』の前に放送される。

## グローバルBC

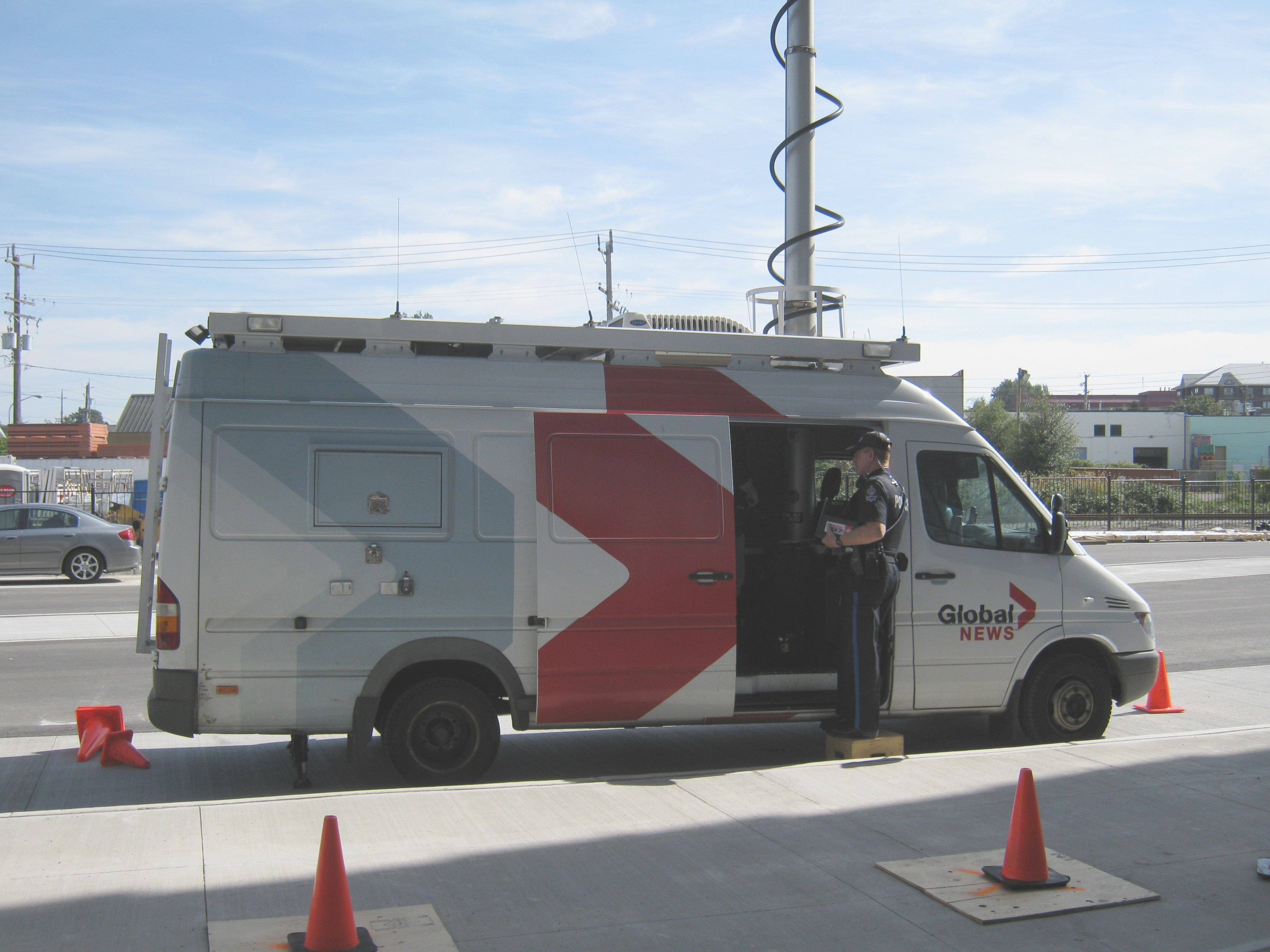
グローバルBCニュースのバン

CHAN-DTの『グローバルニュースアワー・アット・6』は、毎週末18:00に放送される。『グローバルニュースアワー・アット・6』はクリス・ゲイラスとソフィー・ルイが共同ホストを務め、クリスティ・ゴードンが気象学者、スクワイア・バーンズがスポーツプレゼンターを務める。『グローバルニュース・アット・5』は、クリスティ・ゴードンが気象学者として、スクワイア・バーンズがスポーツアンカーとして、ソフィー・ルイがアンカーを務めている。

### 歴代の著名なパーソナリティ
- フランク・グリフィス（英語版）（1963年 - 1994年、故人）
- パメラ・マーティン（英語版）（1977年 - 2001年、現：クリスティ・クラーク州首相のアウトリーチ担当ディレクター）
- ジャック・ウェブスター（英語版）（1978年 - 1987年、故人）
- ハーベイ・オベルフェルド（英語版）（1979年 - 2006年）
- ジェニファー・マザー（英語版）（1991年 - 1998年、現：トロントのCTVニュースチャンネル（英語版）に所属）
- ミジョン・リー（英語版）（1992年 - 1998年、現：CTVバンクーバー）
- ビル・グッド・ジュニア（英語版）（1993年 - 2001年、2014年8月にCKNW AM（英語版）で引退）
- レナ・ヘール（英語版）（2005年 - 2007年、現：CTVバンクーバーに所属）
- ケビン・ニューマン（英語版）（2001年 - 2008年、2008年から2010年までオタワで『グローバル・ナショナル』アンカーを務めていたが、2010年8月20日に引退し、現：CTVに在籍）
- タラ・ネルソン（英語版）（2005年 - 2008年、現：CTVカルガリー（英語版）に所属）
- トニー・パーソンズ - 『ニュースアワー』アンカー（1975年 - 2009年、以前は2010年から2013年までCHEKビクトリアとCBCバンクーバーのアンカー）

## グローバル・オカナガン/E!オカナガン

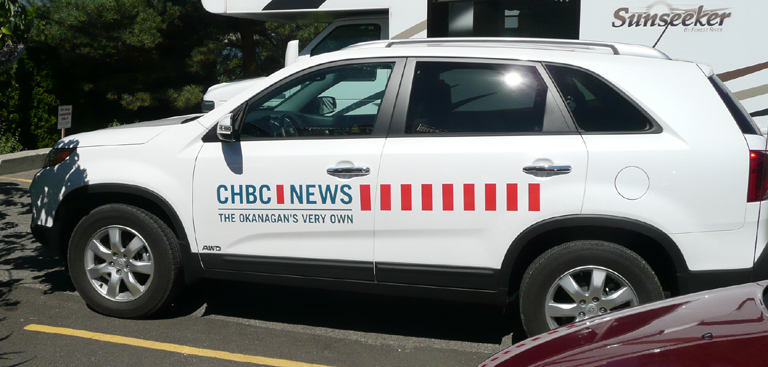
CHBCニュースの車両

CHBC-DTは、『グローバルニュース・アット・5（Global News at 5）』（以前の『CHBC News at 5』）として知られる1時間の番組を主力ニュース番組として放映している。CHBCには、『グローバル・ナショナル』の後に放送される『グローバルニュース・アット・6:30』という30分間の番組もある。『グローバルニュース・アット・5』は、キンバリー・デイビッドソン（Kimberly Davidson）がアンカーを務めている。これらのニュース放送は、CHとの提携中に『CHBC News』と題され、後にE!と題された。

## グローバル・エドモントン

グローバル・エドモントンのロゴ

CITV-DTの『グローバルニュースアワー・アット・6』は、平日はゴード・シュタインケ（Gord Steinke）とキャロル＝アン・デヴァニー（Carole-Anne Devaney）、週末はブレアナ・カーステンス＝スミス（Breanna Karstens-Smith）がアンカーを務める。ジェシー・ベイヤー（Jesse Beyer）が平日は天気予報を、週末はケビン・オコンネル（Kevin O'Connell）がプレゼンターを務める。『グローバルニュース・アット・5』は、ゴード・シュタインケがアンカーを務めている。

### 歴代の著名パーソナリティ
- ロブ・ブラウン（英語版） - リポーター（1999年 - 2002年; 現：CBCカルガリー（英語版））
- ダレン・ダッチシェン（英語版） - スポーツ（1987年 - 1995年; 現：TSN）
- キャロリン・ジャービス（英語版） - リポーター（2005年 - 2009年; 以前は『16:9:ザ・ビガー・ピクチャー（16:9: The Bigger Picture）』プレゼンター、現：『グローバル・ナショナル』主任調査特派員）
- ダグ・メイン（英語版） - アンカー（1975年 - 1988年）
- クレア・マーティン（英語版） - 天気予報（1996 - 2005; 2005年から2016までCBCに所属）
- ビル・マセソン（英語版） - 天気予報（1976年 - 1999年; 故人）
- タラ・ネルソン（英語版） - リポーター（現：CTVカルガリー（英語版）のアンカー）
- キャシー・トムリンソン（英語版） - リポーター（現：CBCブリティッシュコロンビア）

## グローバル・カルガリー

グローバル・カルガリーのロゴ

CICT-DTの『グローバルニュース・アット・6』は、平日はリンダ・オルセン（Linda Olsen）、週末はジェイミー・ドール（Jayme Doll）がアンカーを務める。平日はポール・ダンフィー（Paul Dunphy）、週末はジョディ・ヒューズ（Jodi Hughes）がプレゼンターを務める。『グローバルニュース・アット・5』は、リンダ・オルセンがアンカーを務めている。

### 歴代の著名パーソナリティ
- アシュリー・バンフィールド（英語版）（元MSNBC 、現：TruTV、旧：コートTV）
- エド・ウォーレン（英語版）（故人） - CICT（当時は CHCT-TV として知られていた）が放送された初日にCICTにいた。ニュース及びスポーツディレクター、ニュースアンカー、編集担当。『スタンピード・レスリング』ホスト。その後、スポーツ アンカーおよびカルガリー・フレイムスの実況アナウンサー（CFACラジオとカルガリー・サンにも勤務）。

## グローバル・レジャイナ
CFRE-DTの『グローバルニュース・アット・6』はカーライル・フィセット（Carlyle Fiset）がアンカーを務め、CFSK気象学者のピーター・クインラン（Peter Quinlan）が天気予報を行っている。『グローバルニュース・アット・5』と『グローバルニュース・アット・10』は、カーライル・フィセットとエリーゼ・ダーウィッシュ（Elise Darwish）がアンカーを務める。

## グローバル・サスカトゥーン
CFSK-DTの『グローバルニュース・アット・6』はレジァイナで制作され、カーライル・フィセットがアンカーを務め、地元の気象学者ピーター・クインランが天気予報を行っている。以前はサスカトゥーンで地元で制作されていたが、長年グローバル・サスカトゥーンのパーソナリティであるジュリー・ミンテンコが同局を退職した時、制作をレジャイナに集中させることが決定された。『グローバルニュース・アット・5』と『グローバルニュース・アット・10』は、カーライル・フィセットとエリーゼ・ダーウィッシュがアンカーを務める。

## グローバル・ウィニペグ
CKND-DTの『グローバルニュース・アット・6』は、平日はリサ・ダットン（Lisa Dutton）とマイク・コンカン（Mike Koncan）が天気予報を担当し、週末はマーク・カーカソール（Mark Carcasole、トロントから）とロス・ハル（Ross Hull）が天気予報を担当し、アンソニー・ブルーノ（Anthony Bruno）がスポーツを担当する。『グローバルニュース・アット・10』は、平日はリサ・ダットンとケビン・ハーシュフィールド（Kevin Hirschfield）、マイク・コンカンが天気予報を、ラス・ホブソン（Russ Hobson）がスポーツを担当し、週末はマーク・カーカソール（トロントから）が天気についてマイク・アルセノー（Mike Arsenault）とミーガン・ロビンソン（Megan Robinson）がスポーツを担当する。

### 歴代の著名パーソナリティ
- ドン・マークス（英語版） - ニュースアンカー
- ジェレミー・セントルイス（英語版） - 気象予報士
- アンドレア・スロボディアン（英語版） - 気象/コミュニティアンカー（現：マニトバ州議会（英語版）のコミュニケーション・利害関係者との関係担当)
- ダイアナ・スウェイン（英語版） - ニュースアンカー（現：『CBCニュース:ザ・ナショナル』特集リポーター）
- ピーター チュラ - ニュースアンカー（2016年マニトバ州総選挙（英語版）でマニトバ自由党（英語版）として出馬）
- ドーナ・フリーゼン - ニュースアンカー（現：『グローバル・ナショナル』アンカー）

## グローバル・トロント
CIII-DTの『グローバルニュース・アット・5:30』は、アラン・カーター（Alan Carter）とファラー・ナッサー（Farah Nasser）がアンカーを務め、アンソニー・ファーネル（Anthony Farnell）が天気予報を担当している。『グローバルニュース・アット・11』は、クリスタル・グーマンシンがアンカーを務め、マイク・アルセノーまたはロス・ハルが天気予報を、ロブ・レスがスポーツを担当する。『グローバルニュース・アット・6』は、僅か30分の長さで、マーク・カーカソールがアンカーを務め、ロス・ハルが天気予報を、週末にはアンソニー・ブルーノがスポーツを担当する。

### 著名パーソナリティ
- キャロリン・マッケンジー（英語版） - 『ザ・モーニングショー（英語版）』アンカー。元『ニュースアワー・ファイナル』アンカー

#### 歴代の著名パーソナリティ
- ロビン・ギル（英語版） - アンカー、2008年 - 2009年; 現：『グローバル・ナショナル』
- アン=マリー・メディウェイク（英語版） - アンカー、2006年 - 2007年; 後にCBCニュースネットワークとCBCトロントに所属、現在は CTVニュースで『Your Morning』ホストとして
- レスリー・ロバーツ（英語版） - アンカー

## E!ハミルトン
キャンウェストが2000年にウェスタン・インターナショナル・コミュニケーションズの資産を取得した後、キャンウェストはCHCH-DTを「CH Hamilton（CHハミルトン）」として、2001年にCHシステムをリニューアルしたが、2007年にE!にブランド変更された。これらの番組には、マーク・ヘブシャーとドナ・スケリーがプレゼンターを務める討論トーク番組『Live @ 5:30』、マット・ヘイズが天気予報を担当する『CHCH News at 6:00』、『CHCH News at 11:00』などがある。CHCHが2009年にチャンネル・ゼロに売却された後も、同局は独自のニュース番組を制作し続けている。

### 元放送スタッフ
- ニック・ディクソン - アンカー、現：CP24（英語版）に所属
- ミシェル・デュベ（英語版） - リポーター兼アンカー。現：CTVトロントリポーター兼アンカー
- ヘザー・ヒスコックス（英語版） - アンカー兼エグゼクティブプロデューサー; 現：CBCニュースネットワークのニュースアンカー
- ダン・マクリーン（英語版） - シニアニュースキャスター（1970年 - 2008年）; 後にオンタリオ州オーウェンサウンドのCIXK-FM（英語版）でニュースアンカーを務める。2013年6月に退職

## グローバル・モントリオール
『グローバルニュース・アット・5:30』は、ジェイミー・オーチャード（Jamie Orchard）がアンカーを務め、アンソニー・ファーネルがトロントからの天気予報を担当する。以前は1時間の番組だった『グローバルニュース・アット・5:30』は、2018年に2つの30分間のニュース番組に分割された。『グローバルニュース・アット・6:30』も、ジェイミー・オーチャードがアンカーを務め、『グローバル・ナショナル』の後に放映される。『グローバルニュース・アット・6』は、週末にトロントのマーク・カルカソールがアンカーを務めている。

## グローバル・ハリファックスとニューブランズウィック
CIHF-DTの『グローバルニュース・アット・6』はサラ・リッチー（Sarah Ritchie）がアンカーを務め、アンソニー・ファーネルが天気予報を、ロブ・レスが平日のスポーツを担当する。『グローバルニュース・アット・11』は、クリスタル・グーマンシンがアンカーを務め、アンソニー・ファーネルが天気予報を、ロブ・レスが週末のスポーツを担当する。

### 歴代の著名パーソナリティ
- ジャネット・スチュワート（英語版） - 夜のアンカー（現：ウィニペグのCBCで勤務）

## グローバル・レスブリッジ
『グローバルニュース・アット・5』はCISAの主力ニュース番組で、リアム・ニクソン（Liam Nixon）がアンカーを務め、ポール・ダンフィーがカルガリーから天気予報を担当している。『グローバルニュース・アット・6』も『グローバル・ナショナル』に続いて放送される。CISAは以前、18:00から19:00までの『ニュースアワー』と呼ばれる1時間のニュース放送を行っていたが、2014年には30分間に短縮され、後半はグローバル・カルガリーの『ニュースアワー』のサイマル放送に置き換えられた。

### 歴代の著名パーソナリティ
- ホリー・ホートン（英語版）（現：TSN『スポーツセンター（英語版）』共同ホスト)
- ジャクソン・プロスコウ（英語版）（現：ワシントンD.C.の『グローバル・ナショナル』全国支局長）

## メディア情報

### オンラインメディア
『ニュースアワー』は、カナダのオンライングローバルビデオプレーヤーで視聴できる。